# 곱 규칙
미적분학에서 곱 규칙(-規則, 영어: product rule) 또는 곱의 미분법 또는 라이프니츠 법칙(영어: Leibniz rule)은 함수의 곱의 미분을 구하는 공식이다.

## 정의

### 실변수 실숫값 함수의 경우
만약 두 함수 {\displaystyle f,g\colon I\to \mathbb {R} }가 {\displaystyle x_{0}\in I\subseteq \mathbb {R} }에서 미분 가능하다면, {\displaystyle fg} 역시 {\displaystyle x_{0}}에서 미분 가능하며, 그 미분은 다음과 같다.
{\displaystyle (fg)'(x_{0})=f'(x_{0})g(x_{0})+f(x_{0})g'(x_{0})}
이를 라이프니츠 표기법을 사용하여 쓰면 다음과 같다.
{\displaystyle {\frac {d}{dx}}(fg)(x_{0})=g{\frac {df}{dx}}(x_{0})+f{\frac {dg}{dx}}(x_{0})}
선형 근사를 사용하여 쓰면 다음과 같다.
{\displaystyle d(fg)|_{x=x_{0}}=(gdf+fdg)|_{x=x_{0}}}
만약 함수 {\displaystyle f_{1},\dotsc ,f_{k}\colon I\to \mathbb {R} }가 {\displaystyle x_{0}\in I\subseteq \mathbb {R} }에서 미분 가능하다면, {\displaystyle f_{1}f_{2}\cdots f_{k}}의 {\displaystyle x_{0}}에서의 미분은 다음과 같다.
{\displaystyle (f_{1}f_{2}\cdots f_{k})'(x_{0})=f_{1}'(x_{0})f_{2}(x_{0})\cdots f_{k}(x_{0})+f_{1}(x_{0})f_{2}'(x_{0})\cdots f_{k}(x_{0})+\cdots f_{1}(x_{0})f_{2}(x_{0})\cdots f_{k}'(x_{0})}
보다 일반적으로, 만약 {\displaystyle f,g}가 {\displaystyle n}계 도함수를 갖는다면, {\displaystyle fg} 역시 {\displaystyle n}계 도함수를 가지며, 이는 다음과 같다. (여기에 나오는 계수는 이항 계수이다.)
{\displaystyle (fg)^{(n)}(x)=\sum _{k=0}^{n}{\binom {n}{k}}f^{(n-k)}(x)g^{(k)}(x)}
만약 {\displaystyle f_{1},f_{2},\dotsc ,f_{k}}가 {\displaystyle n}계 도함수를 갖는다면, {\displaystyle f_{1}f_{2}\cdots f_{k}}의 {\displaystyle n}계 도함수는 다음과 같다. (여기에 나오는 계수는 다항 계수이다.)
{\displaystyle (f_{1}f_{2}\cdots f_{k})^{(n)}(x)=\sum _{n_{1},n_{2},\dotsc ,n_{k}\geq 0}^{n_{1}+n_{2}+\cdots +n_{k}=n}{\frac {n!}{n_{1}!n_{2}!\cdots n_{k}!}}f_{1}^{(n_{1})}(x)f_{2}^{(n_{2})}(x)\cdots f_{k}^{(n_{k})}(x)}

### 다변수 벡터값 함수의 경우
두 함수 {\displaystyle f,g\colon U\to \mathbb {R} }가 {\displaystyle \mathbf {x} _{0}\in U\subseteq \mathbb {R} ^{n}}에서 변수 {\displaystyle x_{i}}에 대한 편미분이 존재한다고 하자. 그렇다면 {\displaystyle fg} 역시 그러하며, 그 {\displaystyle x_{i}}에 대한 편미분은 다음과 같다.
{\displaystyle {\frac {\partial }{\partial x_{i}}}(fg)(\mathbf {x} _{0})=g(\mathbf {x} _{0}){\frac {\partial f}{\partial x_{i}}}(\mathbf {x} _{0})+f(\mathbf {x} _{0}){\frac {\partial g}{\partial x_{i}}}(\mathbf {x} _{0})}

## 증명
함수 f를 {\displaystyle f(x)=g(x)h(x)}로 정의한다. 이때 {\displaystyle f'(x)}를 도함수의 정의에 따라 구하면,
{\displaystyle f'(x)=\lim _{\Delta x\to 0}{\frac {f(x+\Delta x)-f(x)}{\Delta x}}}
{\displaystyle =\lim _{\Delta x\to 0}{\frac {g(x+\Delta x)h(x+\Delta x)-g(x)h(x)}{\Delta x}}}
{\displaystyle =\lim _{\Delta x\to 0}{\frac {g(x)h(x+\Delta x)-g(x)h(x)+g(x+\Delta x)h(x+\Delta x)-g(x)h(x+\Delta x)}{\Delta x}}}
{\displaystyle =\lim _{\Delta x\to 0}{\frac {g(x)(h(x+\Delta x)-h(x))+h(x+\Delta x)(g(x+\Delta x)-g(x))}{\Delta x}}}
{\displaystyle =\lim _{\Delta x\to 0}\left(g(x){\frac {h(x+\Delta x)-h(x)}{\Delta x}}+h(x+\Delta x){\frac {g(x+\Delta x)-g(x)}{\Delta x}}\right)}
여기에서 {\displaystyle h(x)}는 {\displaystyle x}에 대해 연속이므로, 다음이 성립한다.
{\displaystyle \lim _{\Delta x\to 0}h(x+\Delta x)=h(x)}
따라서 다음의 결과가 나온다.
{\displaystyle f'(x)=\lim _{\Delta x\to 0}\left[g(x)\left({\frac {h(x+\Delta x)-h(x)}{\Delta x}}\right)+h(x+\Delta x)\left({\frac {g(x+\Delta x)-g(x)}{\Delta x}}\right)\right]}
{\displaystyle =\left[\lim _{\Delta x\to 0}g(x)\right]\left[\lim _{\Delta x\to 0}{\frac {h(x+\Delta x)-h(x)}{\Delta x}}\right]+\left[\lim _{\Delta x\to 0}h(x+\Delta x)\right]\left[\lim _{\Delta x\to 0}{\frac {g(x+\Delta x)-g(x)}{\Delta x}}\right]}
{\displaystyle =g(x)h'(x)+h(x)g'(x)}

## 같이 보기
- 고계도함수
- 테일러급수
- 연쇄법칙